# HTR-PM
El HTR-PM ( en chino: 球床模块式高温气冷堆核电站 ) es un pequeño reactor nuclear modular chino. Es un reactor de lecho de bolas de generación IV refrigerado por gas de alta temperatura (HTGR) desarrollado a partir del prototipo HTR-10 . La tecnología pretende sustituir a las centrales eléctricas de carbón en el interior de China, de acuerdo con el plan del país de alcanzar la neutralidad de carbono para 2060. 
La primera central del mundo de este tipo de reactor, tiene una potencia eléctrica de 210 MW. Comenzó a producir energía en diciembre de 2021 e inició su explotación comercial a finales de 2023.

## Tecnología
El HTR-PM es un reactor de lecho de bolas refrigerado por gas a alta temperatura (HTGR), la primera central de este tipo del mundo. Se trata de un diseño de generación IV. La tecnología se basa en el reactor prototipo HTR-10.[2]
La unidad del reactor tiene una capacidad térmica de 250 MW. Dos reactores están conectados a una única turbina de vapor para generar 210 MW). 
HTR-PM utiliza un refrigerante de helio y un moderador de grafito. Cada reactor está cargado con más de 400 000 bolas de combustible.
Cada bola mide 60 mm de diámetro y están recubiertas por una capa de grafito. Cada una contiene unas 12 000 partículas de combustible de uranio recubiertas de cerámica de cuatro capas (que suman un total de 7 g) enriquecidas al 8,5 % de uranio-235 dispersas en una matriz de grafito. 
El núcleo del reactor tiene 3 m de diámetro y 11 m de altura. La presión se mantiene a 7 MPa. La presión del vapor (para transferencia de calor) es de 13 MPa y la temperatura de 567 grados Celsius (1052,6 °F) . 
Los elementos del reactor primario se manufacturan en una fábrica y se transportan hasta el sitio donde se encuentra la planta nuclear. 
El reactor es inherentemente seguro, incluso si el circuito primario pierde energía se enfriará pasivamente y no sufrirá una fusión.   Si las tuberías de refrigerante del circuito primario se rompen y se desprenden del núcleo del reactor (daño que supera el diseño base), el núcleo no podría derretirse y se enfriará por convección natural, sin liberar materiales radiactivos al medio ambiente. 

## Historia
El proyecto de demostración del reactor de lecho de bolas refrigerado por gas de alta temperatura (HTR-PM por sus siglas en inglés) se lanzó en 2001.  Las obras de la primera central eléctrica de demostración, compuesta por dos reactores que impulsan una única turbina de vapor, comenzaron en diciembre de 2012 en la central nuclear de Shidao Bay, en la provincia de Shandong. Los recipientes a presión de los dos reactores se instalaron en 2016.
Un artículo de 2018 de Rainer Moormann recomendó medidas de seguridad adicionales basadas en la experiencia con el reactor AVR. 
El 28 de abril de 2020 se realizó con éxito la unión de la carcasa del generador de vapor, la carcasa del conducto de gas caliente y la carcasa del recipiente de presión del reactor del primer reactor del proyecto, allanando el camino para la instalación del ventilador de helio principal.  
Las pruebas funcionales en frío se completaron con éxito entre octubre y noviembre de 2020. La mezcla de aire y helio se presurizó a un máximo de 8,9 MPa en el circuito de refrigerante primario.  Después de las pruebas funcionales en frío, se realizaron las pruebas del reactor en caliente en tres etapas: deshumidificación al vacío, calentamiento y deshumidificación y pruebas funcionales en caliente. Las pruebas en caliente comenzaron en diciembre de 2020.  El 12 de septiembre de 2021 el primero de los dos reactores alcanzó la criticidad .  El 11 de noviembre de 2021 el reactor dos alcanzó su primera criticidad .  El 20 de diciembre de 2021 el reactor uno se conectó a la red eléctrica estatal y comenzó a producir energía.  El 9 de diciembre de 2022 el proyecto HTR-PM demostró que había alcanzado su "potencia máxima inicial".  Se realizaron dos demostraciones de seguridad pioneras en el mundo que mostraron que, en caso de una pérdida total del suministro eléctrico, el calor de desintegración dentro del reactor se disiparía y se enfriaría naturalmente sin ninguna intervención humana ni enfriamiento de emergencia del núcleo. La planta entró en operación comercial en diciembre de 2023.  Se planea construir una planta de energía más grande y actualizada llamada HTR-PM600, con una capacidad de 600 MW utilizando seis unidades de reactor HTR-PM. 